# روزبرگ نورت، اورگن
روزبرگ نورت (به انگلیسی: Roseburg North) یک منطقهٔ مسکونی در ایالات متحده آمریکا است که در شهرستان داگلاس، اورگن واقع شده‌است. روزبرگ نورت ۵۸٫۸ کیلومتر مربع مساحت و ۵٬۹۱۲ نفر جمعیت دارد و ۳۱۷ متر بالاتر از سطح دریا واقع شده‌است.